# BSファイアーエムブレム アカネイア戦記編
『BSファイアーエムブレム アカネイア戦記編』（ビーエスファイアーエムブレム アカネイアせんきへん）は、1997年9月28日から10月25日までスーパーファミコン用衛星データ放送受信機・サテラビューのサウンドリンクゲームとして放送されたシミュレーションRPGである。1997年11月と1999年4月にも再放送された。
2010年に発売されたシリーズ作品『ファイアーエムブレム 新・紋章の謎 〜光と影の英雄〜』には、本作のリメイク版「新・アカネイア戦記」が収録されている。なお、その公式サイトでは、本作のタイトルを『BSファイアーエムブレム アカネイア戦記』と紹介している。

## 概要
『暗黒竜と光の剣』（または『紋章の謎』第1部・暗黒戦争編「暗黒竜と光の剣」）の直前のアカネイア大陸が舞台で、全4章の構成になっている。各エピソード間の繋がりは、第1章と第4章は連続しているが、第2章と第3章はほぼ独立した内容になっている。
1日1時間×7回の放送を節目に次のエピソードが配信された。ゲーム中の音声は衛星放送によりシンセアレンジ版のBGMが流れるとともに、ラジオドラマのように登場人物が喋る。ゲームシステムは、1時間以内に「敵を倒す」「村・宝箱からアイテムを獲得する」ことで点数を獲得し高得点を目指すという、本作独自のものとなっている。
参加スタッフはゲームディレクターが加賀昭三、音楽は辻横由佳、キャラクターデザインは鈴木理華。声優として井上和彦が参加している（役名は不明）。
ファイアーエムブレムシリーズ公式サイト「ファイアーエムブレムワールド」には本作を個別に紹介するページはなく、『新・紋章の謎』の項目内で触れる程度となっている。

## 各話の内容

### 第1話・パレス陥落
繁栄を誇ったアカネイア王国首都・パレスは暗黒竜・メディウス率いるドルーア帝国軍の圧倒的戦力の前に、今まさに陥落しようとしていた。アカネイア国王は司祭・ボアに対して王女・ニーナと共にパレスを脱出するよう命を下すが、ニーナ達はドルーア軍により包囲されてしまう。
登場キャラクター（カッコ内はユニット）
- ニーナ（司祭）
- ボア（司祭）
- ミディア（パラディン）
- ミシェラン（アーマーナイト）
- トムス（アーマーナイト）
- トーマス（アーチャー）

敵ボス
- グーベル（ジェネラル）

### 第2話・赤い竜騎士
マケドニア国王女で白騎士団を率いるミネルバは、オレルアンに向かう途中で脱走兵達が村で掠奪を働いている現場に遭遇。マケドニア軍を名乗る暴徒たちは近くの砦を拠点に周辺の村を襲っているのだという。その頃、砦ではマケドニア軍崩れの竜騎士・ルーベンがフロスト司祭に対し、盗賊団へ加わるよう彼の家族を人質にして脅迫していた。
登場キャラクター（カッコ内はユニット）
- ミネルバ（ドラゴンナイト）
- カチュア（ペガサスナイト）
- エスト（ペガサスナイト）
- ハーディン（ソシアルナイト）
- ロシェ（ソシアルナイト）
- ウルフ（ホースメン）
- フロスト（司祭）※途中で仲間に加わる

敵ボス
- ルーベン（ドラゴンナイト）

### 第3話・正義の盗賊団
パレスがドルーアの手に落ちてから数日後。盗賊・リカードは旅先で知り合ったシスター・レナが止めるのも聞かず、パレスに進入して困っている人たちのために財宝を盗み出す計画を立てていた。その後、レナに懇願されて用心棒を引き受けた凄腕の剣士・ナバールと行き倒れになっていた所をリカードに保護されたタリス島出身の猟師・カシムが加わり、4人でパレスに進入を試みる。
登場キャラクター（カッコ内はユニット）
- リカード（盗賊）
- レナ（シスター）
- ナバール（傭兵）
- カシム（ハンター）
- ダイス（戦士）※途中で仲間に加わる
- マリス（傭兵）※途中で仲間に加わる

敵ボス
- バーム（盗賊）

### 第4話・始まりのとき
パレス陥落から2年後。ニーナはグルニア黒騎士団長・カミユに保護されていたがこれに業を煮やしたドルーア皇帝・メディウスは配下のブルザークにニーナを捕らえるよう命じる。カミユはオレルアン王弟・ハーディンにニーナの保護を求めるべく、ニーナを連れてオレルアンへ脱出を試みる。
登場キャラクター（カッコ内はユニット）
- カミュ（パラディン）
- ニーナ（司祭）
- ロベルト（ホースメン）
- ベルフ（ソシアルナイト）
- ライデン（ソシアルナイト）

敵ボス
- ブルザーク（マムクート）

その他
- マルス － ストーリーのみに名前だけが登場する。

## 関連商品
20th Anniversary ファイアーエムブレム大全
小学館。2010年6月1日発売。 ISBN 978-4-09-106467-7
FEシリーズ20周年本。『暗黒竜と光の剣』から『新・紋章』まで紹介。
ファイアーエムブレム　メモリアルブック　アカネイア・クロニクル
アスキー・メディアワークス。2010年12月17日発売。 ISBN 404868941X
アカネイア大陸作品ファンブック『暗黒竜と光の剣』『紋章の謎』『アカネイア戦記』『新・暗黒竜』『新・紋章』まで紹介されている。